# Landkreis München
Landkreis München is een Landkreis in de Duitse deelstaat Beieren. De Landkreis telt 349.685 inwoners (31 december 2020) op een oppervlakte van 667,27 km². De Landkreis omsluit deels de stad München, die zelf geen deel uitmaakt van de Landkreis.

## Indeling

Landkreis München omvat 29 gemeenten ten noorden, oosten en zuiden van de stad München. Twee van de gemeenten hebben de status stad. Het Landkreis omvat tevens drie gebieden die niet gemeentelijk zijn ingedeeld.
Steden
1. Garching bei München
2. Unterschleißheim

Overige gemeenten
1. Aschheim
2. Aying
3. Baierbrunn
4. Brunnthal
5. Feldkirchen
6. Gräfelfing
7. Grasbrunn
8. Grünwald
9. Haar
10. Hohenbrunn
11. Höhenkirchen-Siegertsbrunn
12. Ismaning
13. Kirchheim bei München
14. Neubiberg
15. Neuried
16. Oberhaching
17. Oberschleißheim
18. Ottobrunn
19. Planegg
20. Pullach im Isartal
21. Putzbrunn
22. Sauerlach
23. Schäftlarn
24. Straßlach-Dingharting
25. Taufkirchen
26. Unterföhring
27. Unterhaching

Niet gemeentelijk ingedeeld
1. Forstenrieder Park (37,08 km²)
2. Grünwalder Forst (19,53 km²)
3. Perlacher Forst (13,36 km²)

Aschheim ·
Aying ·
Baierbrunn ·
Brunnthal ·
Feldkirchen ·
Garching bei München ·
Gräfelfing ·
Grasbrunn ·
Grünwald ·
Haar ·
Hohenbrunn ·
Höhenkirchen-Siegertsbrunn ·
Ismaning ·
Kirchheim bei München ·
Neubiberg ·
Neuried ·
Oberhaching ·
Oberschleißheim ·
Ottobrunn ·
Planegg ·
Pullach im Isartal ·
Putzbrunn ·
Sauerlach ·
Schäftlarn ·
Straßlach-Dingharting ·
Taufkirchen ·
Unterföhring ·
Unterhaching ·
Unterschleißheim
Aichach-Friedberg · Altötting · Amberg · Amberg-Sulzbach · Ansbach (stad) · Landkreis Ansbach · Aschaffenburg (stad) · Landkreis Aschaffenburg · Augsburg (stad) · Landkreis Augsburg · Bad Kissingen · Bad Tölz-Wolfratshausen · Bamberg (stad) · Landkreis Bamberg · Bayreuth (stad) · Landkreis Bayreuth · Berchtesgadener Land · Cham · Coburg (stad) · Landkreis Coburg · Dachau · Deggendorf · Dillingen an der Donau · Dingolfing Landau · Donau-Ries · Ebersberg · Eichstätt · Erding · Erlangen · Erlangen-Höchstadt · Forchheim · Freising · Feyung-Grafenau · Fürstenfeldbruck · Fürth (stad) · Landkreis Fürth · Garmisch-Partenkirchen · Günzburg · Haßberge · Hof (stad) · Landkreis Hof · Ingolstadt · Kaufbeuren · Kelheim · Kempten im Allgäu · Kitzingen · Kronach · Kulmbach · Landsberg am Lech · Landshut (stad) · Landkreis Landshut · Lichtenfels · Lindau · Main-Spessart · Memmingen · Miesbach · Miltenberg · Mühldorf am Inn · München · Landkreis München · Neuburg-Schrobenhausen · Neumarkt in der Oberpfalz · Neurenberg · Neustadt an der Aisch-Bad Windsheim · Neustadt an der Waldnaab · Neu-Ulm · Nürnberger Land · Oberallgäu · Ostallgäu · Passau (stad) · Landkreis Passau · Pfaffenhofen an der Ilm · Regen · Regensburg (stad) · Landkreis Regensburg · Rhön-Grabfeld · Rosenheim (stad) · Landkreis Rosenheim · Roth · Rottal-Inn · Schwabach · Schwandorf · Schweinfurt (stad) · Landkreis Schweinfurt · Starnberg · Straubing · Straubing-Bogen · Tirschenreuth · Traunstein · Unterallgäu · Weiden in der Oberpfalz · Weilheim-Schongau · Weißenburg-Gunzenhausen · Wunsiedel im Fichtelgebirge · Würzburg (stad) · Landkreis Würzburg